# Юзефув (гміна Ліскув)
Юзефув (пол. Józefów) — село в Польщі, у гміні Ліскув Каліського повіту Великопольського воєводства.
Населення — 122 особи (2011).
У 1975-1998 роках село належало до Каліського воєводства.

## Демографія
Демографічна структура станом на 31 березня 2011 року:
|          | Загалом | Допрацездатний вік | Працездатний вік | Постпрацездатний вік |
| -------- | ------- | ------------------ | ---------------- | -------------------- |
| Чоловіки | 59      | 12                 | 40               | 7                    |
| Жінки    | 63      | 12                 | 32               | 19                   |
| Разом    | 122     | 24                 | 72               | 26                   |